# Агава (міфологія)
Ага́ва (грец. Άγαυή) — дочка Кадма й Гармонії, сестра Автоної та Семели.
Діоніс покарав Агаву за те, що вона не хотіла вірити в його божественне походження. Беручи участь у процесії й танцях менад, вона збожеволіла й розірвала на шматки свого сина Пентея.
Сюжет цього міфу використав Евріпід у трагедії «Вакханки».